# Vormärz
Vormärz [ˈfoːɐ̯ˌmɛʁt͡s], från tyskans före mars, betecknar tidsperioden med växande framförallt liberal och nationalistisk opposition i Tyska förbundet inför revolutionen 1848–1849, även kallad Marsrevolutionen.

## Bakgrund
Franska revolutionen och de efterföljande Napoleonkrigen hade inom de tyska staterna, liksom i andra delar av Europa, skapat ett ökat folkligt stöd för liberalism och nationalism. Efter det franska nederlaget drogs de fortsatta storpolitiska riktlinjerna för Europa upp i Wienkongressen 1814–1815, till stor del styrd av segrarsidans stormakter, inte minst Österrike, och det blev till stor del en återgång till tidigare politik; liberalismen och nationalismen förkastades och den så kallade legitimitetsprincipen, där regentskapen gick i arv inom furstehusen, skulle fortsätta gälla.
Tysk-romerska riket, som under Napoleonkrigen upplösts år 1806, ersattes efter Wienkongressen av Tyska förbundet, ett förbund av 41 självständiga stater. Dess parlamentet samlades i Frankfurt am Main.
Samtidigt pågick en djupgående förändring av samhället genom den pågående industriella revolutionen. Den nya ekonomiska ordningen hade på kort tid hänvisat stora grupper till fattigdom och utsatthet.

## Växande politisk opposition
Liberalism och nationalism hade, som sagt, fått stark stöd i befolkningen, särskilt inom borgarklassen som hade börjat få större inflytande. Istället för en tid av ökad frihet och enighet, som många hade önskat sig som resultat av Wienkongressen, blev det en tid av restauration där furstarna behöll makten enligt äldre modell. Detta skapade en grogrund för missnöje och efter hand tilltog uttrycken för opposition. Även den snabbt ökande fattigdomen i befolkningen bidrog till ökade konflikter.
Oppositionen bemöttes av reaktionära regimer med repression och censur. Särskilt förstärktes detta genom de så kallade Karlsbadbesluten 1819.

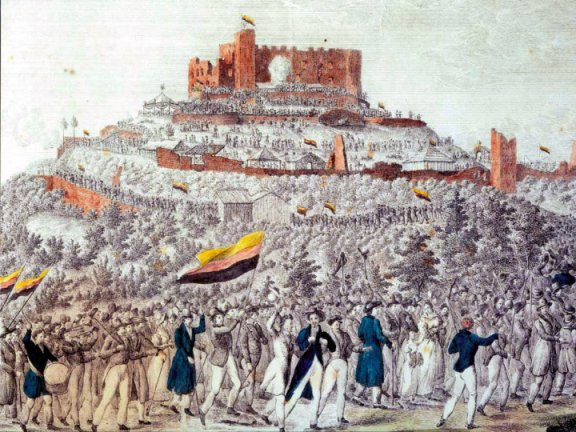
Hambacher Fest 1832

Oppositionen fick ökad kraft efter Julirevolutionen i Frankrike 1830, som också hade lett till åtminstone något liberalare styre. Protesterna tilltog i Tyskland och åren 1830–1848 ses ibland som en snävare definition av Vormärz. Demonstrationer och upplopp tilltog i styrka.
Den största enstaka politiska demonstrationen, då framförallt för liberalare politik och för en tysk nationalstat, var Hambacher Fest, en sammankomst i slutet av maj 1832 vid Hambacher Schloss i dagens Rheinland-Pfalz, med närmare 30 000 deltagare.
Det rörde sig inte om en politiskt samlad opposition. Störst genomslag fick dock uttrycken för liberalism och nationalism. Det sistnämnda har gjort att begreppet Vormärz förbehålls just det tyska området, även om det på flera håll i Europa drog ihop sig till vad som skulle utmynna i revolutionerna 1848. Den franska Februarirevolutionen 1848 blev en viktig utlösande faktor för den tyska revolutionens utbrott i mars, därav namnet Marsrevolutionen.

## Vormärzdiktarna

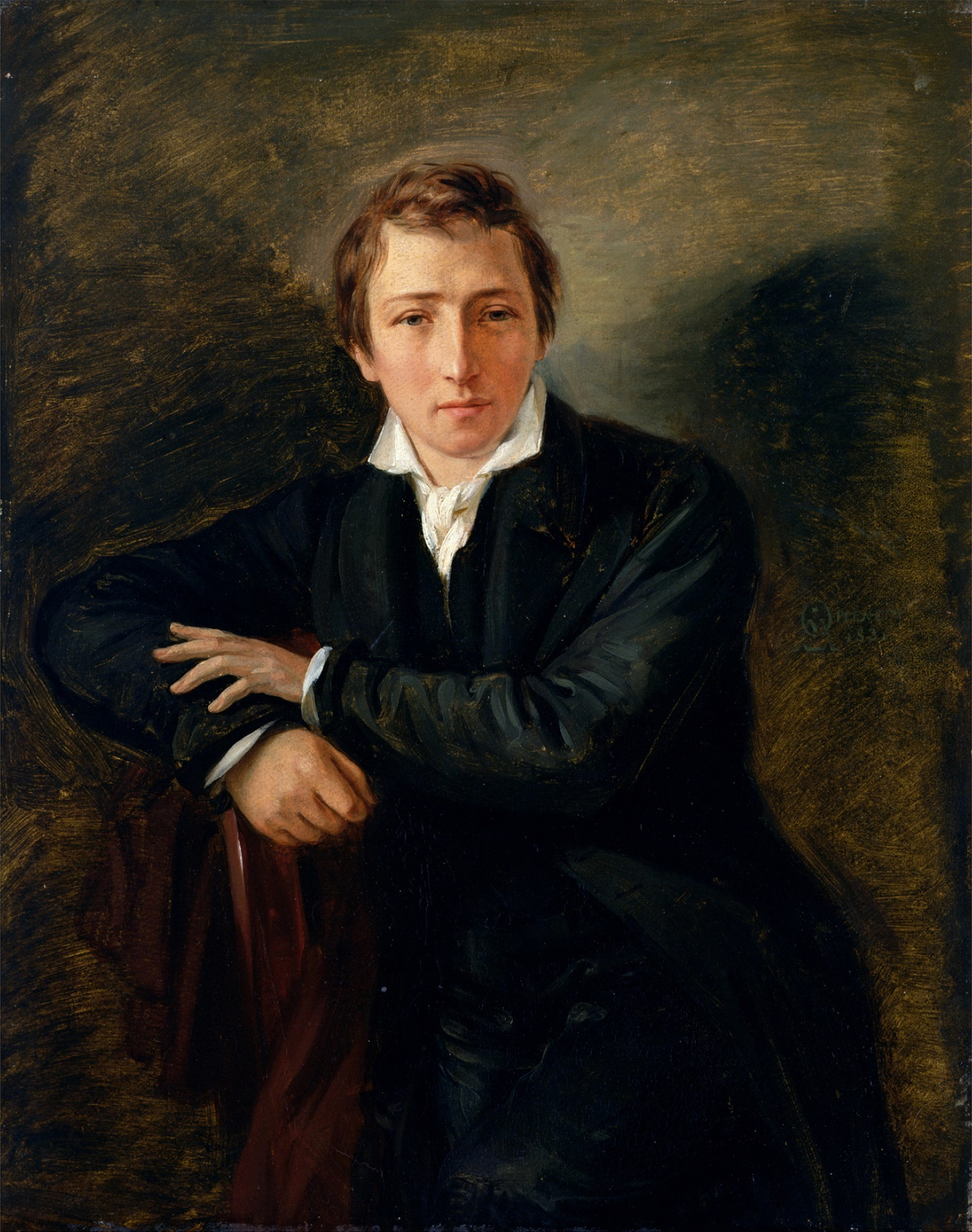
Heinrich Heine 1831

Vormärz betecknar i litteraturhistorien den tilltagande politiska, oppositionella diktningen i Tyskland i upptakten till marsrevolutionen 1848, främst åren från 1830.
Särskilt förknippad med begreppet Vormärz är de liberalt sinnade författare som egentligen inte bildade någon sammanhållen grupp men tillsammans ändå kom att kallas Junges Deutschland (Unga Tyskland). Deras diktning efter den franska Julirevolutionen 1830 ledde till att deras verk förbjöds genom ett riksdagsbeslut 1835. Dessa var Heinrich Heine, Karl Gutzkow, Heinrich Laube, Theodor Mundt och Ludolf Wienbarg. Även Ludwig Börne räknades till dessa författare. Också Gustav Kühne stod dem nära.
Georg Büchner räknade sig själv inte som en del av Junges Deutschland, men det fanns vissa anknytningspunkter, varför han ändå ofta nämns tillsammans med dem.
Till Vormärzdiktarna räknas också bland andra Ferdinand Freiligrath och Georg Herwegh.